# Nunatak Zaterjavshijsja
Nunatak Zaterjavshijsja (englische Transkription von russisch Нунатак Затерявшийся Nunatak Saterjawschisja, deutsch ‚Verlorener Nunatak‘) ist ein isolierter Nunatak im ostantarktischen Mac-Robertson-Land. Er ragt rund 40 km südwestlich des Mount Newton und etwa 18 km nordwestlich des Burke Ridge in den Prince Charles Mountains auf.
Russische Wissenschaftler benannten ihn.